# Syczek groźny
Syczek groźny (Otus hartlaubi) – gatunek małego ptaka z rodziny puszczykowatych (Strigidae). Słabo poznany ptak występujący endemicznie na Wyspach Świętego Tomasza i Książęcej. Narażony na wyginięcie.

## Występowanie
Syczek groźny występuje endemicznie na Wyspie Świętego Tomasza. Doniesienia o małej sowie z Wyspy Książęcej mogą dotyczyć tego gatunku, lecz przeprowadzone pod koniec XX wieku poszukiwania nie przyniosły żadnych dowodów na jego tam obecność.

## Systematyka

### Taksonomia
Gatunek ten został opisany naukowo przez Gustava Hartlauba w 1849 roku pod nazwą Athene leucopsis. Jako miejsce typowe autor podał Wyspę Świętego Tomasza w Zatoce Gwinejskiej. Nadana nazwa okazała się jednak zajęta dla gatunku (obecnie Ninox leucopsis) opisanego przez Johna Goulda w 1838 roku, dlatego w 1872 roku Christoph Giebel przydzielił gatunkowi nową nazwę Noctua Hartlaubi.
Pokrewieństwo w stosunku do innych taksonów z rodzaju Otus niepewne. Gatunek był uważany za bliżej powiązanego z syczkiem malgaskim (O. rutilus) niż z jakimkolwiek innym afrykańskim gatunkiem, jednak wydawany głos podobny jest do głosu syczka afrykańskiego (O. senegalensis). Sugerowano również, że O. hartlaubi jest podgatunkiem syczka zwyczajnego (O. scops), jednak różni się od niego znacznie morfologią i wydawanym głosem. Takson monotypowy.

### Etymologia
Nazwa rodzajowa pochodzi od łacińskiego słowa otus – „mała sowa błotna” (od greckiego ωτος ōtos – „sowa błotna”). Epitet gatunkowy honoruje Gustava Hartlauba (1814–1900), niemieckiego ornitologa i kolekcjonera, autora pierwszego opisu tego gatunku.

## Morfologia
Długość ciała 16–19 cm, masa ciała średnio 80 g. Mały gatunek syczka z maleńkimi „uszami”. Szlara koloru jasnorudo-brązowego, broda i brwi białe. Korona i górne części ciała rudo-brązowe z rudymi i czarnymi liniami. Barkówki czarne z białymi plamami na końcach. Płowo-białe cętkowanie na lotkach, na ogonie wąskie, płowe paski. Dolne części ciała z drobnymi brązowymi, rudymi, czarnymi i białymi liniami. Skok nieupierzony, tęczówki i dziób żółte. Opisana została szaro-brązowa odmiana tego ptaka, ale najwyraźniej jest bardzo rzadka. Osobniki młodociane o bledszym upierzeniu.

### Głos
Wysokie, gwiżdżące trele „hu-hu-hu-…”, które nieznacznie rosną, stając się wyższe i łagodniejsze niż u syczka zwyczajnego czy syczka afrykańskiego, słyszane w odstępach co 15–20 sekund. Zarejestrowano również niskie, chrapliwe „kowi”. Głos syczka groźnego można usłyszeć w ciągu dnia, jak również o zmierzchu i w nocy.

## Ekologia

### Siedlisko i pokarm
Gatunek najprawdopodobniej osiadły, zamieszkujący gęste liściaste lasy pierwotne i wtórne oraz plantacje, do wysokości 1300 m n.p.m. Najczęściej spotykany w lasach wtórnych i na plantacjach goździków i mango na wysokości średnio 400 m n.p.m.
Badania zawartości żołądka wskazują, że syczek groźny poluje na owady, takie jak koniki polne, chrząszcze i ćmy, znaleziono również jakieś małe jaszczurki. Gatunek ten wydaje się być częściowo prowadzącym dzienny tryb życia. Pokarm zdobywa w niższych partiach lasu, polując z dogodnego miejsca od 1,5 do 10 m nad ziemią, rzucając się na zdobycz. Pożywienie zbiera również z liści lub poluje w locie jak jastrzębie, okazjonalnie poluje także na ziemi.

### Rozród
Samce z aktywnymi gonadami widywane w sierpniu, zaś opierzone pisklęta w październiku. Mogą rozmnażać się przed rozpoczęciem krótkiej pory deszczowej w okresie od sierpnia do października. Brak innych informacji na temat rozrodu tego ptaka.

## Status i ochrona
W Czerwonej księdze gatunków zagrożonych Międzynarodowej Unii Ochrony Przyrody od 2000 roku zaliczany jest do kategorii VU (ang.: Vulnerable, narażony na wyginięcie); wcześniej, w 1994 roku sklasyfikowany został jako gatunek bliski zagrożenia (NT, Near Threatened). Gatunek umieszczony w II załączniku CITES. Populację szacuje się 250–999 dojrzałych osobników. Zagrożeniem dla tego gatunku może być konkurencja ze strony płomykówki zwyczajnej (Tyto alba) i kotów domowych. Pestycydy w dużym stopniu wykorzystywane na Wyspie Świętego Tomasza w latach 1963–1973, prawdopodobnie miały negatywny wpływ na populację tego gatunku.